# Francesco Rezza
Francesco Rezza (Modugno, 27 aprile 1920 – Roma, 4 giugno 1944) è stato un poliziotto italiano caduto durante la Seconda guerra mondiale e ricordato come martire della Resistenza.

## Biografia
Nato a Modugno, in Puglia, Francesco Rezza prestava servizio come Guardia Ausiliaria presso il Commissariato di San Lorenzo a Roma durante l'occupazione nazifascista. Il 4 giugno 1944, giorno della liberazione di Roma, Rezza fu fucilato insieme al collega Lussorio Bosu all'interno dell'Istituto di Botanica dell'Università di Roma, da un plotone di paracadutisti appartenenti al Battaglione Autonomo Nembo, fedeli al regime fascista.

## Memoria
Il suo nome è incluso nel Sacrario Virtuale della Polizia di Stato, che commemora gli agenti caduti in servizio. In ricordo del sacrificio degli agenti ausiliari Rezza e Bosu è stata apposta una lapide all'interno dell'Istituto di Botanica dell'Università di Roma.